# Krystyna Rokiczańska
Krystyna Rokiczańska, född ca 1330, död efter 1365, var gift med kung Kasimir III av Polen. Eftersom hon var gift med honom i ett morganatiskt äktenskap, var hon inte drottning. 
Krystyna var gift med den rike köpmannen Mikuláš Rokiczan i Prag. Hon var som änka hovdam vid kejsarhovet, där hon mötte Kasimir, som blev förälskad i henne och tog henne till Polen där han 1356 gifte sig med henne. Äktenskapet ska enligt legenden ha avslutats snabbt, efter att Kasimir upptäckt dolda fysiska defekter hos henne, men det är i själva verket okänt hur länge det varade; hon ska fortfarande ha befunnit sig i Polen vid Kasimirs omgifte 1365, men det är okänt när hon dog. 
Krystyna spelar en viktig roll i romanen Böndernas kung Józef Ignacy Kraszewski från 1884. 